# Piapoco
El piapoco és una llengua del grup amaçònic de la família arawak, juntament amb l'achawa i tariana. És parlat per unes tres mil persones, els piapoco o wenaiwika, als marges dels rius Meta, Vichada, i Guaviare a Colòmbia i Veneçuela  És una llengua amenaçada.

## Història
Els wenaiwika provenen de la tribu més gran, els piaroes, que són indígenes de la selva tropical amazònica Van viure originalment a la secció mitjana del riu Guaviare, que es va traslladar més tard al segle xviii per evitar colons, missioners i altres.

## Gramàtica
Deloris Klumpp va escriure un diccionari piapoco-espanyol que contenia 2.500 paraules, en què es capturava la identificació botànica de les plantes, encara que no totes. El llenguatge piapoco segueix les següents regles gramaticals: sufix plural -nai utilitzat només per a animats, sufixos masculins derivatius -iri, femení -tua, sufix -mi 'tardà, desaparegut,' nominalitzant -si, marcador declaratiu d'ànim -ka. [3] El piapoco és únic pel fet que sembla ser un llenguatge nominatiu-acusatiu.Hi ha divuit fonemes segmentaris, catorze consonants i quatre vocals en la llengua Piapoco.

## Fonologia

### Vocals
|          | Anteriors | Centrals | Posteriors |
| -------- | --------- | -------- | ---------- |
| tancades | i         |          | o          |
| Obertes  | e         | a        | a          |

Les vocals es realitzen nasals quan estan al costat de consonant nasal. Les vocals accentuades es realitzen amb un lleuger allargament.
L' accent és fonèmic, recau sobre qualsevol de les síl·labes i determina significats diferents de les paraules. En canvi el to és predictible, lligat a l'accent: alt en la síl·laba accentuada i molt baix e la següent.

### Consonants
|            |            | labial | dental | alveolar | palatal | velar | glotal |
| ---------- | ---------- | ------ | ------ | -------- | ------- | ----- | ------ |
| Oclusives  | sordes     | p      |        | t        |         | k     |        |
| Oclusives  | sonora     | b      |        | d        |         |       |        |
| nasals     | nasals     | m      |        | n        |         |       |        |
| Fricatives | Fricatives |        | θ      |          |         |       | h      |
| Africades  | Africades  |        |        | c (ʦ)    |         |       |        |
| vibrants   | vibrants   |        |        | r        |         |       |        |
| aproximant | aproximant | w      |        |          | i (j)   |       |        |

L'africada alveolar [ʦ] varia lliurement amb l'africada palatal [ʧ]. La aproximante labial [w] es realitza com a fricativa labial [β] abans de les vocals anteriors [i], [e].

## Bilingüisme
La paraula Piapoco és un sobrenom espanyol en referència al tucà. La majoria dels piapoco parlen també castellà. Els parlants que han tingut menys contacte amb castellanoparlants pronuncien més sovint el els fonemes "s" com a fricativa interdental sense veu.Els parlants més joves de la llengua piapoco tendeixen a eliminar la "h" més que els parlants més vells a causa del seu contacte amb la llengua espanyola.
Quan una gran part de la gent entra en contacte amb un altre idioma i en té competència, el seu idioma s’assembla gradualment a l’altre. Això permet una convergència gradual, on la gramàtica i la semàntica d'un idioma comencen a reproduir-se l'altra.